# Bourguignon-sous-Montbavin
Bourguignon-sous-Montbavin es una comuna francesa, situada en el departamento de Aisne, de la región de Alta Francia.

## Demografía
| 105 | 108 | 110 | 141 | 147 | 121 | 129 | 152 |
| Para los censos de 1962 a 1999 la población legal corresponde a la población sin duplicidades (Fuente: INSEE [Consultar]) |     |     |     |     |     |     |     |